# NGC 2338
NGC 2338 is een open sterrenhoop in het sterrenbeeld Eenhoorn. Het hemelobject werd op 19 januari 1828 ontdekt door de Britse astronoom John Herschel.